# Cova de Vallmajor
La Cova de Vallmajor, és una cova amb representacions de pintura rupestre protegides com Patrimoni de la Humanitat en el conjunt de l'Art rupestre de l'arc mediterrani de la península Ibèrica. Està situada en el municipi d'Albinyana (Baix Penedès) a 150 m damunt el torrent de Vallmajor, prop de la font de Vallmajor.
La cova té un pòrtic d'entrada, d'uns 3 m d'alt per 5 d'ample, el qual dona inici a les galeries de la cavitat, que s'endinsen a la muntanya amb una forta inclinació. De les primeres galeries surten diferents desviacions que porten a dos recintes sense continuació. Per la galeria que es pot considerar general es continua baixant, fins a arribar a un punt on aquesta dona a un corredor molt estret des del qual s'accedeix a una sala de 9 x 2,50 m. És aquí on es troba un conjunt de pintures que ocupa la paret oest, delimitades per un flec estalactític que les protegeix de la humitat.
Les representacions, amb un estil molt esquemàtic, figuren animals i signes. S'individualitzen 17 figures corresponents a quadrúpedes (cérvols i possibles cavalls), arcs, una creu inscrita en un cercle, traços i restes de pigment. Totes són actualment visibles, encara que el seu estat de conservació no és gaire bo. Les pintures eren cobertes en part per dipòsits de l'edat del Bronze.
La Cova de Vallmajor va ser estudiada l'any 1959 per E. Sunyer, J. Vicente i E. Boixadera des d'un punt de vista geoespeleològic. Durant aquests treballs, es va descobrir la sala on es troben les pintures. Aquestes, però, van ser descobertes el 2 de novembre de 1961 pel Sr. Josep Ma Solé, aficionat local. Posteriorment, i durant el mateix any 1961, les pintures foren estudiades per S. Vilaseca i es decidí tancar la cova com a mesura de protecció. El dia 22 de desembre de 1986, la Sra. Anna Alonso, amb la col·laboració dels Srs. Alexandre Grimal i Joan Pallarés, va visitar la cavitat per tal d'elaborar un informe.
En un estudi arqueològic s'hi van trobar restes de ceràmica, sílex, os i metalls atribuïts al Bronze Mitjà i Final, exceptuant alguns fragments de campaniana A i ceràmica a torn d'una ocupació posterior ibèrica. És una cavitat molt coneguda i visitada que ha patit accions negatives amb grafits prop de les pintures rupestres. Actualment està físicament tancada.